# Солнце рабочих окраин
«Солнце рабочих окраин», известен также как «Солнце Ситамати» (яп. 下町の太陽 ситамати-но тайё) — японский чёрно-белый фильм-драма режиссёра Ёдзи Ямады, поставленный им в 1963 году. В этой, второй своей работе, режиссёр  уже непосредственно прикоснулся к той среде и к тем характерам, которые в дальнейшем станут объектом его творческого интереса. Популярную песенку «Солнце Ситамати», ставшую притягательным центром этого фильма Ямады, распевала тогда вся Япония. Первой её исполнительницей была молодая солистка ревю Тиэко Байсё, успевшая сняться к этому моменту во многих фильмах компании «Сётику». Успех Байсё был так велик, что актрису стали называть «Солнце Ситамати». Ямада пригласил её на главную роль, с тех пор она снимается почти во всех его фильмах.

## Сюжет
В начале фильма мы наблюдаем за парой молодых влюблённых Матико и Митио. Они наслаждаются демонстрацией на прилавке одного из магазинов в Гиндзе необычайно дорогого радиоприёмника перед тем, как уйти в кафе, где Матико и Митио соглашаются, что иногда забавнее «стремиться» к вещам, чем реально их приобретать. В конце концов они никак не могли позволить себе купить кольца с бриллиантами, мимо которых они проходили, выходя из универмага, ведь они жители малообеспеченного района Ситамати и работают там на местном мыловаренном заводе. Ситамати — окраина Токио. Район изрезан каналами, по берегам которых лепятся низкие дома, всюду сушится бельё. Здесь живут коренные токийцы, единственный капитал которых — своеобразное чувство юмора, помогающее им преодолевать жизненные неурядицы. В Ситамати жизнь вынесена на улицу, все друг друга знают, всем про всё известно. 
Несмотря на свою любовь к Митио, Матико всё же сомневается в своих амбициях по поводу выхода из Ситамати. С тех пор, как умерла её мать, Матико стала хозяйкой дома и основным попечителем своего младшего брата Кэндзи. Бросив учёбу, Матико с радостью вносит свой вклад в семейный бюджет, работая на упаковочной линии мыловаренного завода. Матико совсем не радуется перспективе проработать на этом заводе всю свою жизнь, но тем не менее она понимает, что её возможности ограничены. 
Митио — офисный работник. Во время тестирования для получения продвижения по службе, другой коллега превзошёл его и Митио не получил заветного повышения. В то время как Матико старается изо всех сил сочувствовать и мириться с его капризным раздражением, Митио решает отбросить её сочувствие назад ей в лицо, внезапно заявив, что она не может понять ту боль, которую он переживает, потому что, по его мнению, женщинам не понять, что значит для мужчины его карьерный рост. 
Тем не менее, Матико даже не уверена, что хочет выйти за него замуж. Одна из её подруг, Кадзуко, недавно вышла замуж за перспективного молодого человека, который получил повышение по службе и выиграл в лотерею квартиру в одном из современных многоэтажных домов. Однако, когда Матико с подругой посещают Кадзуко, они обнаруживают, что она не так счастлива, как могло казаться. Хотя их семейная жизнь достаточно мирная, и она и её муж, очевидно, ладят, но по всему видно, что Кадзуко очень одинока, так как её муж проводит на работе весь день, приходит очень поздно и уставший сразу же ложится спать, а по воскресеньям часто играет в гольф с коллегами (не говоря уже о том, что зачастую после этих воскресных встреч он приходит пьяным). 
Эта история с Кадзуко также повлияла на решение Матико не выходить замуж за Митио. Несмотря на её близкие с ним отношения, быстро становится очевидным, что она не любит его. Достаточно досадно и то, что Митио даже не спросил её, хочет ли она выйти за него замуж, он как-то сам решил, что они обязательно поженятся после того, как он получит повышение. Он также предполагает, что Матико, как и он, захочет стряхнуть со своих ног пыль Ситамати и перебраться в новые роскошные городские кварталы Токио. Матико, однако, в этом уже не так уверена. 
Другая перспектива появляется в её жизни, когда Матико знакомится с парнем по имени Рёскэ, который работает простым литейщиком на металлургическом заводе. Он подружился с её проблемным младшим братом, и пара в конечном итоге проводит вместе приятный вечер, который оказался намного более романтичным, чем любая из её скучных и привычных прогулок с Митио. 
С другой стороны, дилемма, с которой сталкивается героиня, является не выбором между двумя мужчинами, а в том, как использовать её собственную способность в отношении своего будущего. То, что она отвергает, — это холодный и эгоистичный путь таких людей, как Митио, которые хотят идти только вперёд и готовы наступить на любого, кто встанет у них на пути, что бы ни произошло. Матико не хочет модных радиоприёмников и бриллиантовых колец, она вообще не хочет думать о деньгах, а хочет только, чтобы кто-то на самом деле слушал то, что она говорит. Быть может всё же её поймёт и услышит этот рабочий парень Рёскэ?

## В ролях
...Сюжет «Солнца Ситомати» наивен и прост, что становится свойством всех сценариев режиссёра. Однако его склонность к шутке спасает ленту от излишней идилличности. Ямада сочетает в своих фильмах лиризм, юмор и гэги в стиле ранних работ Чаплина и Мака Сэннета. Ямада называет Чаплина своим любимым режиссёром. Характерное для Чаплина сочувствие маленькому человеку, где грустное и смешное тесно переплетаются, было для Ямады эталоном гуманистического искусства.
- Тиэко Байсё — Матико Тэрасима
- Хомарэ Сугуро — Рёскэ Кита
- Тамоцу Хаякава — Митиё Мори
- Сусуму Исикава — Саэмон Судзуки
- Синдзи Танака — Каору Кодзима
- Кёскэ Матида — Канэко
- Сатако Ямадзаки — Тиэко Ивасаки
- Кэйко Мидзусина — Фумико Мори
- Кёко Аой — Кадзуко Ямамото
- Тоёко Такэти — Томэ Тэрасима, бабушка Матико
- Каматари Фудзивара — Хэйхатиро Тэрасима, отец Матико
- Тосио Судзуки — Кунио Тэрасима
- Дзёдзи Янагисава — Кэндзи Тэрасима
- Эйдзиро Тоно — Гэнсукэ
- Кин Сугаи — Нобуэ
- Коскэ Нонэ — Танидзаки
- Бокудзэн Хидари — Дзэнсукэ

## Премьеры
- — национальная премьера фильма состоялась 18 апреля 1963 года[2].

## Комментарии
1. ↑  Русское название «Солнце Ситамати» распространено в советском киноведении, например в книге о японском кино Инны Генс «Бросившие вызов. Японские кинорежиссёры 60—70 годов». М. Искусство, 1988 (стр. 266), в энциклопедическом издании «Режиссёрская энциклопедия: Кино Азии, Африки, Австралии, Латинской Америки» (стр. 139-140), под названием «Солнце рабочих окраин» фильм появился с русским переводом в сети на торрент-трекерах и сайтах онлайн-просмотров.